# シューシュタル
シューシュタル (شوشتر) は、イラン・フーゼスターン州にある古代以来の要塞都市である。州都アフヴァーズより北に約 92 km 離れたところに位置しており、2005年現在の人口は約9万人である。

## 歴史

### 水利施設の建設と繁栄、衰退まで
シューシュタルは、アケメネス朝時代には Šurkutir と呼ばれていた。この名前は、アケメネス朝の首都であったスーサにも関連しており、スーサよりも立派な都市を意味する。
サーサーン朝時代になると、シューシュタルはカルン川 (en) に浮かぶ中州となり、サーサーン朝における夏の首都に選ばれた。カルン川は、シューシュタルを囲む堀の役割を果たし、東・西・南の三方にシューシュタルの町へ渡ることが可能な橋がかけられた。シューシュタルのそばを流れる幾筋の河川がシューシュタル周辺の農業の発展に貢献した。そこでは、サトウキビや主要農産物が生産された。
サーサーン朝のシャーであるシャープール1世は、ローマ帝国皇帝ウァレリアヌスを打ち破った際に、ローマ人捕虜を用いて、カエサルの橋(en)と呼ばれる 550 m の長さに及ぶ巨大な橋梁・ダムを建設させている。
シューシュタルの周辺に張り巡らされた水利網を Ghanat と呼び、河川とため池や建物とを結び、シューシュタルの町に水を供給した。戦時には、シューシュタルの城門は閉じられた。これらの Ghanat 群は、今日でも、シューシュタルの地下室でも見受けられる。
19世紀になると、シューシュタルの水利施設は存亡の危機に立たされた。結果として、19世紀以降、シューシュタルは衰退の一途をたどり、1973年にモハンマド・レザー・パフラヴィーがシューシュタルの再建に動くまで、衰退が続くこととなった。

### 1973年以降
1973年、パフラヴィー朝は、19世紀以降、水利施設が荒廃していたシューシュタルの再建に乗り出した。塔、ダム、橋などで構成され、カールーン川のギャルギャル運河とシャティート運河の2つの主要な運河を含み、ギャルギャル運河は製粉場に通じるトンネルを経由して、現在もシューシュタル市に水を供給し、フーゼスターン州における農業を振興させた。カルン農業産業会社 (Karun Agro-Industries Corporation) によって、シューシュタル旧市街の対岸にシューシュタル・ニュータウンと呼ばれる町が建設された。シューシュタル・ニュータウンの建設によって、シューシュタルにおける砂糖産業に従事している労働者の住居を提供する一方で、シューシュタル旧市街の再生に関心を持たせると同時にこの地方の経済発展を目指していた。
2009年、シューシュタルの水利施設はUNESCO の世界遺産に「シューシュタルの歴史的水利施設」として登録された。

## 世界遺産

### 登録基準
この世界遺産は世界遺産登録基準のうち、以下の条件を満たし、登録された（以下の基準は世界遺産センター公表の登録基準からの翻訳、引用である）。
- (1) 人類の創造的才能を表現する傑作。
- (2) ある期間を通じてまたはある文化圏において、建築、技術、記念碑的芸術、都市計画、景観デザインの発展に関し、人類の価値の重要な交流を示すもの。
- (5) ある文化（または複数の文化）を代表する伝統的集落、あるいは陸上ないし海上利用の際立った例。もしくは特に不可逆的な変化の中で存続が危ぶまれている人と環境の関わりあいの際立った例。

シューシュタルの歴史的水利施設は、運河、トンネル、サラセル城、水利システムの操作場、水位計測塔、ダム、ため池、水車場、滝などからなる。遺跡は次のとおりである。
①バンデ・ミーザーン（ミーザーン・ダム）
　バンドは、貯水目的ではなく、水位を上げるためのダムを指す。
②コラフ・ファランギー塔
　川の水位計測のために作られている。
③ギャルギャル運河
　カールーン川の水量調節、灌漑に利用され、シューシュタルを囲むへいの役割も果たしている。
④ポレ・バンデ・ギャルギャル（ギャルギャル・ダム橋）
　ギャルギャル運河の水を水車場へ導き、シューシュタルへの橋の役割をになっている。運河から水車場へ水を導くために三つのトンネルが作られている。
⑤水車場と滝の施設
　ギャルギャル運河の水は、前述のトンネルを抜け、滝のように下流に流れる。
⑥バンデ・マーヒーバーザーネ・シューシュタル（シューシュタル・マーヒーバーザーネダム）
　川の水位上昇のために作られた。
⑦サラセル城
　アケメネス朝に防御拠点として建設された。
⑧ダーリューン溝
　ミャーナーブ平原の灌漑のために建設された。
⑨バンデ・ゲイサル（カエサルのダム、シャーデルヴァーン橋）
　サーサーン朝シャープール一世は、ローマ帝国皇帝ウァレリアヌスを倒した際に、ローマ人捕虜に命じて”カエサルの橋”と呼ばれるこの巨大な橋梁・ダムを建設させた。